# Convención Batista Brasileña
La Convención Batista Brasileña (en portugués: Convenção Batista Brasileira) es una asociación cristiana evangélica de iglesias bautistas que tiene su sede en Río de Janeiro, Brasil. Ella está afiliada a la Unión Bautista Latinoamericana y a la Alianza Bautista Mundial. 

## Historia

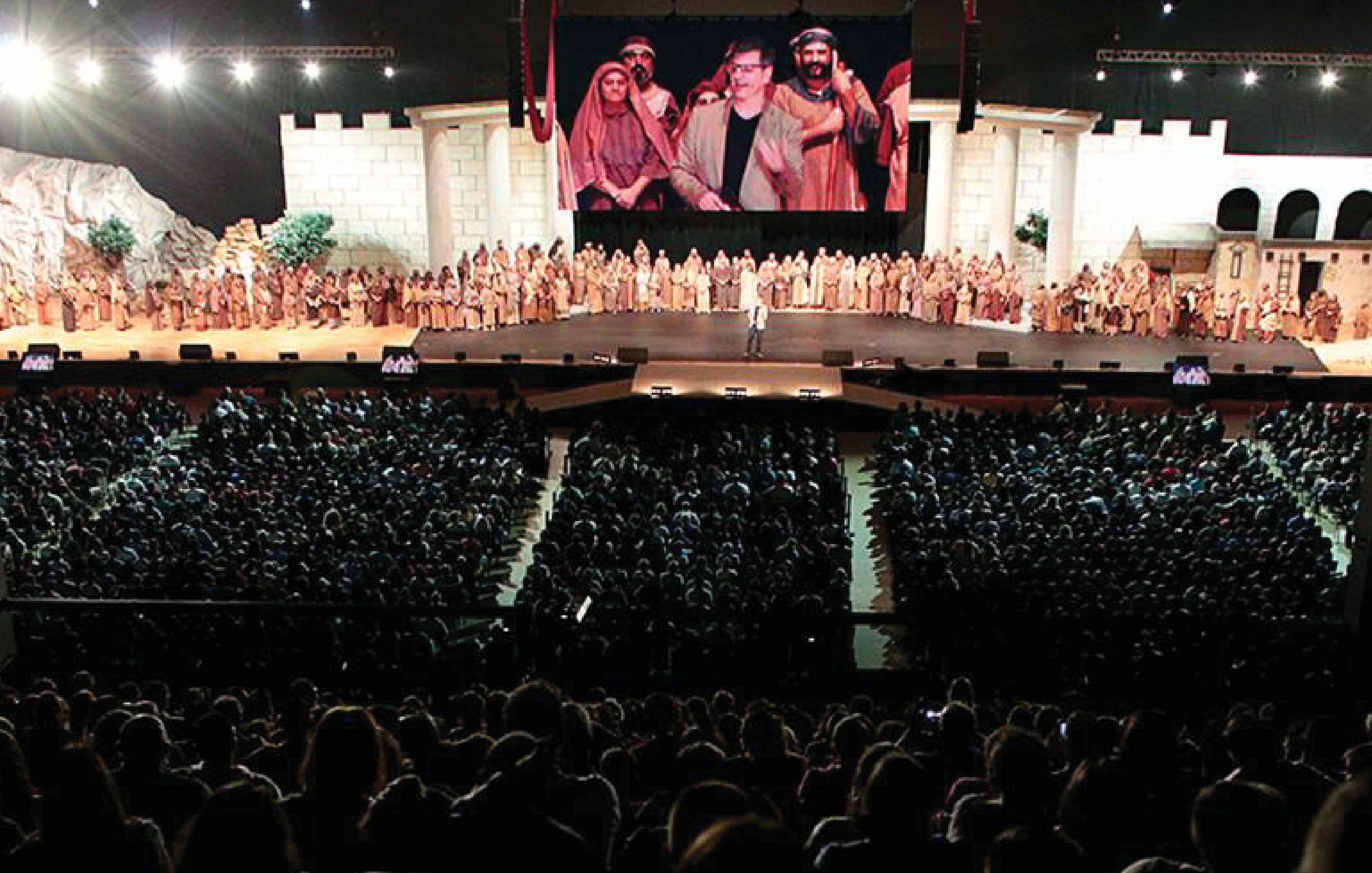
Espectáculo sobre la vida de Jesús en la Iglesia de la ciudad en São José dos Campos, afiliada a la Convención.

La Convención Bautista Brasileña tiene sus orígenes en el establecimiento de la primera iglesia  Bautista en Salvador (Bahía) en 1882, por una misión americana de la Junta de Misiones Internacionales.  Fue fundado oficialmente en 1907. Según un censo de la asociación, en 2023 dijo que tenía 9,070 iglesias y 1,797,597 miembros.

## Escuelas
La convención cuenta con 17 escuelas primarias y secundarias afiliadas, reunidas en la Rede Batista de Educação.
Tiene 3 institutos teológicos afiliados.

## Organización Misionera
La Convención tiene una organización misionera, Junta de Missões Mundiais. 

## Programas sociales
La Convención coordina varios programas sociales, a través de las "Missões Nacionais", en particular para la reintegración de drogadictos, la danza y el deporte y para los jóvenes de barrios desfavorecidos y el alojamiento de niños huérfanos.

## Controversias
En 1965, la Convención procedió a la excomunión de 165 iglesias que enseñaban las creencias del movimiento carismático.